# برایان توماس اسمیت
برایان توماس اسمیت (به انگلیسی: Brian Thomas Smith) یک بازیگر و کمدین آمریکایی است که بیشتر به خاطر ایفای نقش "زک جانسون" در سریال تئوری بیگ بنگ شهرت دارد.

از دیگر مجموعه های تلویزیونی او میتوان به فیر فاکتور و دو مرد و نصفی اشاره کرد.
برایان فارغ التحصیل دانشگاه مرکزی میزوری است و همچنین برادر کوچکتری به نام "گِرِگ" دارد.